# 馬薩比特國家公園
馬薩比特國家公園（Marsabit National Park）是非洲東部國家肯尼亞的國家公園，位於該國北部東部省，距離首都奈羅比560公里，佔地1,554平方公里，成立於1949年，野生動物有長頸羚、長頸鹿、扭角林羚、細紋斑馬、柯氏犬羚、獰貓、大耳狐、獅子、豹、獵豹、鬣狗、非洲象等。